# Europacup I hockey mannen 2002
De 29ste Europcup I hockey voor mannen werd gehouden van 17 tot en met 20 mei 2002 in Brasschaat met KHC Dragons als gastheer. Er deden acht clubteams mee, verdeeld over twee poules. Club an der Alster won deze editie van de Europacup I.

## Poule-indeling

### Eindstand Groep A
| Team                   | Pnt | GS | W | G | V | DV | DT | DS  |
| ---------------------- | --- | -- | - | - | - | -- | -- | --- |
| 1. HC 's-Hertogenbosch | 7   | 3  | 2 | 1 | 0 | 15 | 4  | +11 |
| 2. Surbiton HC         | 4   | 3  | 1 | 1 | 1 | 6  | 5  | +1  |
| 3. WKS Grunwald        | 4   | 3  | 1 | 1 | 1 | 6  | 8  | -2  |
| 4. Stroitel Brest      | 1   | 3  | 0 | 1 | 2 | 5  | 15 | -10 |

### Eindstand Groep B
| Team                      | Pnt | GS | W | G | V | DV | DT | DS  |
| ------------------------- | --- | -- | - | - | - | -- | -- | --- |
| 1. Der Club an der Alster | 9   | 3  | 3 | 0 | 0 | 15 | 4  | +11 |
| 2. Club Egara             | 6   | 3  | 2 | 0 | 1 | 11 | 7  | +4  |
| 3. KHC Dragons            | 3   | 3  | 1 | 0 | 2 | 5  | 12 | -7  |
| 4. Western Wildcats HC    | 0   | 3  | 0 | 0 | 3 | 5  | 13 | -8  |

## Poulewedstrijden

### Vrijdag 17 mei 2002
- 10.00 A Surbiton - WKS Grunwald 0-2
- 12.00 A 's-Hertogenbosch - SC Stroitel Brest 8-1
- 14.00 B Club Egara - Western 5-3
- 16.00 B Club an der Alster - KHC Dragons 7-1

### Zaterdag 18 mei 2002
- 10.00 A Surbiton - SC Stroitel Brest 4-1
- 12.00 A 's-Hertogenbosch - WKS Grunwald 5-1
- 14.00 B Club Egara - KHC Dragons 4-1
- 16.00 B Club an der Alster - Western 5-1

### Zondag 19 mei 2002
- 10.00 A WKS Grunwald - SC Stroitel Brest 3-3
- 12.00 A 's-Hertogenbosch - Surbiton 2-2
- 14.00 B Western - KHC Dragons 1-3
- 16.00 B Club an der Alster - Club Egara 3-2

## Finales

### Maandag 20 mei 2002
- 09.00 4e A - 3e B Stroitel Brest - Dragons 2-3
- 10.00 2e A - 2e B Surbiton - Egara 2-3
- 11.30 3e A - 4e B WKS Grunwald - Western 3-1
- 14.00 1e A - 1e B 's-Hertogenbosch - Club an Der Aster (2-2) 2-5 (na strafballen)

## Einduitslag
1.  Club an der Alster 

2.  HC 's-Hertogenbosch 

3.  Club Egara 

4.  Surbiton HC 

5.  KHC Dragons 

5.  WKS Grunwald 

7.  Stroitel Brest 

7.  Western Wildcats HC